# Ninan Cuyuchi
Ninan Cuyochi (1490–1527) foi o filho mais velho do Sapa Inca Huayna Capac e estava em primeiro lugar na linha de sucessão para herdar o Império Inca. Ele morreu de varíola pouco antes ou depois da morte de seu pai, também supostamente de varíola, o que provocou a Guerra Civil Inca na qual Huáscar e Atahualpa lutaram para ser o próximo Sapa Inca.

## Vida
De acordo com o escritor Burr Cartwright Brundage, Ninan Cuyochi tinha uma forte facção quando o sumo sacerdote de Inti em Quito se preparava para confirmar sua candidatura como próximo Sapa Inca em 1527.

## Guerra Civil
Facções conflitantes e o fato de que os relatos dos cronistas espanhóis eram provenientes dos vencedores da subsequente guerra civil levaram a versões contraditórias sobre o que realmente aconteceu. Assim, embora Huayna Capac tenha nomeado o infante Ninan Cuyochi como seu primeiro herdeiro, as fontes divergem quanto ao fato de o menino ter morrido primeiro, ter sido inaceitável devido a uma adivinhação desfavorável, ou mesmo se Huayna simplesmente esqueceu que o havia nomeado quando solicitado a confirmar a nomeação.

Uma segunda escolha foi solicitada e, novamente, as fontes variam. Huayna Capac pode ter nomeado seu filho Atahualpa, que então recusou, nomeado o meio-irmão de Atahualpa, Huáscar, ou possivelmente os nobres apresentaram Huáscar. Independentemente disso, após a morte de Huayna Capac e Ninan Cuyochi, Huáscar assumiu a franja real. A disputa sobre isso levou à guerra civil entre Huáscar e Atahualpa, sendo este último apoiado por líderes baseados no norte.